# Erison da Silva Santos
Erison da Silva Santos Carnietto, cunoscut sub pseudonimul Baiano, (n. 19 ianuarie 1981) este un jucător brazilian de fotbal care evoluează la clubul ACSMU Politehnica Iași.